# New Mexico Highlands University

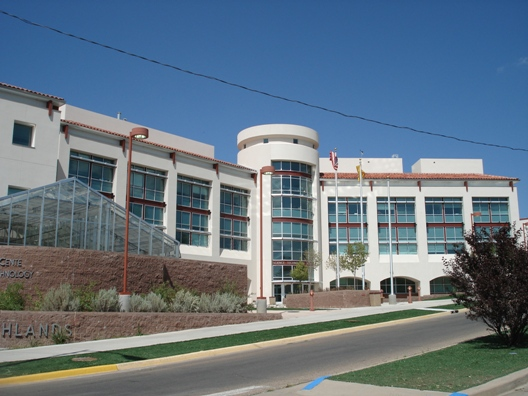
Ivan Hilton Science Center

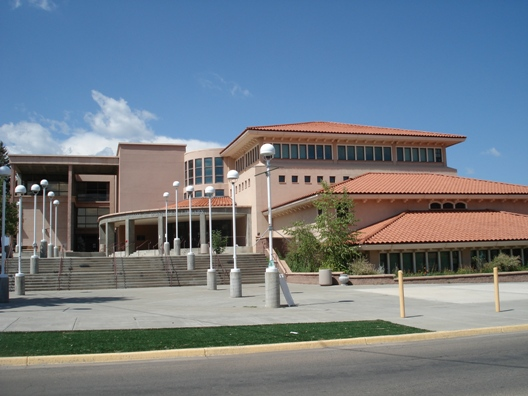
Donnelly Library

New Mexico Highlands University är ett delstatligt universitet i Las Vegas i New Mexiko i USA.
Universitetet grundades 1893 som New Mexico Normal School, med arkeologen Edgar Lee Hewett (1865–1946) som den förste rektorn. Skolan namnändrades till New Mexico Normal University 1902 och därefter till New Mexico Highlands University 1941 i samband med att den också införde lärarutbildning. Universitetet har idag utbildning på kandidat- och magisternivå i humaniora, naturvetenskap, företagsekonomi, utbildning och socialvetenskap.
New Mexico Highlands Universitys huvudcampus ligger i Las Vegas. Universitetet etablerade 1997/1998 en filial i Rio Rancho. Andra filialer finns i Santa Fe och Farmington.
Huvuddelen av universitetets knappt 3.800 studenter kommer från New Mexiko och kommer från spansktalande miljöer.